# Heteromatriks

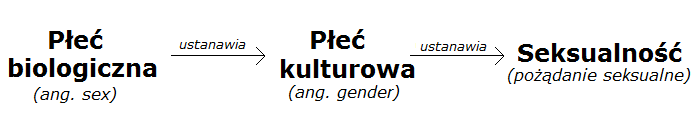
Model matrycy heteroseksualnej.

Heteromatriks, matryca heteroseksualna (ang. heterosexual matrix) – termin stworzony przez filozofkę feministyczną Judith Butler.
Matryca heteroseksualna zbudowana jest z trzech komponentów: płci biologicznej, płci kulturowej i seksualności. Płeć biologiczna, zgodnie z matrycą, jest elementem predyskursywnym, organicznym, który tworzy płeć kulturową (wraz ze związanymi z nią rolami rodzajowymi i stereotypami rodzaju) i seksualność. Zdaniem Butler to, co określamy mianem płci biologicznej nie jest rzetelnym opisem biologicznej rzeczywistości, lecz jedynie jej interpretacją zdeterminowaną przez czynniki kulturowe.
Zdaniem Butler w heteromatriksie kryje się przekonanie, że kulturowo rozpoznawalne ciała muszą mieć stabilną płeć biologiczną jako fundament. Podstawą heteroseksualnego pożądania i identyfikacji z odpowiednią płcią kulturową jest predyskursywna płeć biologiczna. Ciało nie jest rozpoznawane samo przez się - nie potrafimy postrzegać innych ludzi oraz samego siebie abstrahując od płci. Kultura tworzy rozpoznawalne ciała poprzez heteromatriks, który wymusza dwubiegunowy, antytetyczny podział na heteroseksualnych mężczyzn i heteroseksualne kobiety. W tym dychotomicznym podziale nie ma miejsca na tożsamości homoseksualne: nie bierze pod uwagę istnienia homoseksualizmu, a także rozmaitych typów transpłciowości. Kobiety muszą być maksymalnie kobiece, mężczyźni muszą być maksymalnie męscy, czyli realizować stereotypowe mniemania dotyczące płci. Wszystkie niekompatybilne tożsamości są wykluczane z dyskursu jako queers - odmieńcy.
Matryca sankcjonuje przekonanie, że tożsamości płciowe są predyskursywną, nie regulowaną przez kulturę ekspresją biologii. Obecne jest tu założenie, że płeć kulturowa jak i normy seksualne mają pochodzenie biologiczne a nie kulturowe: płeć biologiczna determinuje płeć kulturową, płeć kulturowa zaś zakłada konieczność heteroseksualizmu. Tożsamość normatywna opiera się na tych trzech filarach, wykluczając jakiekolwiek od nich odstępstwa.  Klasycznym przykładem jest tożsamość homoseksualna, która dereguluje heteromatriks kwestionując konieczność i nieuchronność heteroseksualnego pożądania. Osoby homoseksualne nie reprodukują tego typu normatywności, przez co homoseksualizm jawił się jako skandal wywracający do góry nogami kulturę, uderzając w sam rdzeń tej kultury: heteronormatywny patriarchat.
Fakt, że osoby homoseksualne nie reprodukują obowiązkowego heteroseksualizmu sprawia, że nie posiadają one wyznaczanej przez opresywną normatywność sztywnej tożsamości - ani męskiej ani kobiecej. Męska tożsamość normatywna składa się bowiem z zapisanych w matrycy komponentów: męskiego ciała (płeć biologiczna), poczucia identyfikacji z płcią męską (gender) i heteroseksualizmu (pożądania seksualnego skierowanego względem ciała kobiet). Innymi słowy, lesbijki i geje nie są kobietami i mężczyznami w rozumieniu heteromatriksu: konstytutywną częścią tej tożsamości jest bowiem heteroseksualizm (trzeci filar matrycy). Ze względu na ten brak pozytywnej tożsamości, osoby homoseksualne próbują czasem paradoksalnie zbliżyć się do modelu konstruowanego przez opresywny dyskurs heteronormatywny. Innymi słowy lesbijki i geje muszą się dookreślić - czy są kobietami czy mężczyznami. Heteromatriks nie zakłada istnienia żadnych stanów pośrednich między tymi dwoma tożsamościami, dlatego jedynym możliwym sposobem dookreślenia jest realizacja albo kobiecych albo męskich stereotypów płci. Z jednej strony przejawia się to poprzez próby eksponowania przez gejów swojej stereotypowej męskości: np. piłka nożna, siłownia, piwo, brak subtelności w obyciu. Z drugiej strony, nadanie sobie tożsamości kobiecej przejawia się w reprodukowaniu kobiecych stereotypów płciowych. Innym przykładem dookreślenia - na polu seksualnym - jest reprodukowanie męskiej dominacji nad kobietami w seksie poprzez konstrukcję tożsamości partnera aktywnego jako dominującego, męskiego, nadrzędnego i partnera pasywnego jako podrzędnego, uległego, pełniącego rolę kobiety. Tak jak próba dookreślenia się na polu stereotypów stanowi kontekstualizację heteromatriksu w tożsamości homoseksualnej tak konstrukcja dychotomii partnerów aktywnych i pasywnych jest konteksualizacją patriarchalnych mechanizmów przemocy degradujących kobiety do roli obiektu seksualnego mężczyzn. 
Za pomocą matrycy ustanawiany jest ostateczny kształt męskości/tożsamości męskiej i kobiecości/tożsamości kobiecej. Mężczyzna to ktoś, kto posiada kobiety. Kobieta to ktoś, kto jest posiadany przez mężczyznę. Nie bez powodu mężczyzna, który posiada wiele kobiet, wiodąc aktywne życie seksualne postrzegany jest jako obiekt zazdrości innych mężczyzn, którzy powodzenia wśród płci przeciwnej nie mają. Posiadanie wielu kobiet jest powodem do dumy, faktem, którym można się pochwalić, aby uzyskać aprobatę rówieśników. Kobiety - odwrotnie - oceniane są negatywnie, jeżeli posiadają dużą ilość partnerów seksualnych. Kobieta taka określana jest mianem puszczalskiej, przy czym przypisanie tego określenia mężczyźnie - puszczalski - nie jest rozpoznawane kulturowo. Inne określenie dziewica oznacza pozytywną tożsamość, jako stan, w którym kobieta jest szczególnie cennym nabytkiem, natomiast kolokwialny, pogardliwy męski odpowiednik - prawiczek oznacza mężczyznę, który nie jest dość męski aby wziąć w posiadanie partnerki.
Kobieta, której opresywna normatywność wyznacza rolę przedmiotu seksualnego, ma czekać aż zostanie wzięta w posiadanie przez mężczyznę, nie może inicjować relacji seksualnych ani sama posiadać mężczyzn. W silnie patriarchalnej kulturze starożytnego Rzymu homoseksualizm kobiecy był zakazany właśnie ze względu na fakt, że stanowił on uzurpację przez kobiety tożsamości męskiej. Mężczyzna bowiem definiowany był jako ktoś, kto posiada kobiety. Kobieta posiadająca inne kobiety performatywnie nadawała sobie status mężczyzny, co uznawano za zamach na podstawy tych opresywnych, deprecjonujących kobiety relacji społecznych. Kultura starożytnego Rzymu, choć o wiele silniej patriarchalna niż współczesna kultura Zachodu, nie była heteronormatywna: nie wykluczała istnienia homoseksualizmu per se jako dewiacji, patologii, był on jednak ukonteksualizowany w dychotomicznym, hierarchicznym podziale płciowym. Jeden z partnerów relacji homoseksualnej posiadał status partnera aktywnego (np. cesarz Hadrian) - dominującego, o wyższej pozycji społecznej, drugi - partner pasywny - realizował rolę kobiecą (np. Antinous). Powyższe zależności odnajdziemy także we współczesnej kulturze Zachodu - zarówno w związkach osób homoseksualnych jak i w przykładnie tożsamości ofiar gwałtów więziennych, którym performatywnie nadawana jest tożsamość kobieca.
Sposób rozumienia kobiecego homoseksualizmu jest we współczesnej kulturze odmienny, ze względu na fakt, że zawiera ona inne warianty patriarchatu. Głos kobiet nie jest obecny w dyskursie nowoczesnym, a przynajmniej nie jest on tak słyszalny jak głos mężczyzn. Dzieje się tak ze względu na jego fallocentryczność: opisywanie z męskiej perspektywy. To sprawia, że narracje wprowadzane przez kobiety, w tym narracje dotyczące kobiecej homoseksualności, nie stanowią istotnego problemu, nie są traktowane poważne. Mówi się o "paradach gejowskich" a nie paradach "gejowsko-lesbijskich", mówi się o "prawach gejów" a nie "prawach gejów i lesbijek", dlatego, że lesbijki, jako kobiety nie są podmiotami dyskursu społecznego. Kobieca tożsamość homoseksualna jest jednak unieważniona podwójnie: w "heteroseksualnej" pornografii relacje między kobietami zostały wprowadzone w orbitę męskiego, heteroseksualnego pożądania. Tutaj kobiety nie posiadają innych kobiet jak w starożytnym Rzymie, lecz same są posiadane przez męskiego partnera razem z całą swoją seksualnością, która jest podporządkowana jego zadowoleniu seksualnemu. Homoseksualizm kobiecy nie stanowi już autonomicznej instancji, lecz został zrekonfigurowany jako obiekt służący męskiej realizacji seksualnej.